# Eifelsteig
Der Eifelsteig ist ein 313 km langer Fernwanderweg in der Eifel. Er führt in 15 Etappen von 14 bis 29 Kilometer Länge vom Aachener Ortsteil Kornelimünster nach Trier. Während dieser Strecke überwindet er insgesamt 15.758 Höhenmeter, davon 7.746 Meter Aufstieg und 8.014 Meter Abstieg. Er durchquert das Hohe Venn, das Rurtal, den Nationalpark Eifel, die Vulkaneifel und die Südeifel. Die Strecke führt durch die Bundesländer Nordrhein-Westfalen und Rheinland-Pfalz.
Offiziell eröffnet wurde die vom Eifelverein ausgearbeitete Strecke am 4. April 2009 mit einer Eröffnungswanderung von Mirbach nach Alendorf. Bis September 2008 bezeichnete Eifelsteig einen Rundwanderweg in vier Etappen mit Start/Ziel in Blankenheim.

## Wegzeichen
Der Weg ist mit dem rechts abgebildeten Emblem gekennzeichnet, ein stilisiertes E mit dem Blau des Himmels und der Maare, dem Grün der Landschaft und dem Gelb des „Eifelgolds“, der Ginster- und der Rapsblüte. An Abzweigen verweisen Wegweiser mit Kilometerangaben und blauen Spitzen auf den weiteren Verlauf des Eifelsteiges. Nebenstrecken, Partnerstrecken und Zuwege haben Wegweiser mit gelben Spitzen. Genaue Standortangaben mit Höhenmetern über NHN, UTM-Koordinaten und touristischen Punkten ergänzen die Wegweiser.

## Etappen
| Etappe | Start             | Ziel              | Länge [km] | Länge gesamt [km] | Dauer [h]   | Höhenmeter [m] |
| ------ | ----------------- | ----------------- | ---------- | ----------------- | ----------- | -------------- |
| 01     | Kornelimünster    | Roetgen           | 14         | 014               | 4½ → / ← 3½ | +361; −174     |
| 02     | Roetgen           | Monschau          | 17         | 031               | 4           | +318; −324     |
| 03     | Monschau          | Einruhr           | 25         | 056               | 6           | +684; −809     |
| 04     | Einruhr           | Gemünd            | 21,5       | 078               | 5           | +633; −582     |
| 05     | Gemünd            | Kloster Steinfeld | 17,5       | 095               | 6           | +530; −351     |
| 06     | Kloster Steinfeld | Blankenheim       | 22,5       | 118               | 6½          | +356; −395     |
| 07     | Blankenheim       | Mirbach           | 17,5       | 135               | 5           | +404; −412     |
| 08     | Mirbach           | Hillesheim        | 25,5       | 161               | 6½          | +461; −479     |
| 09     | Hillesheim        | Gerolstein        | 20         | 181               | 5½          | +491; −563     |
| 10     | Gerolstein        | Daun              | 25         | 206               | 6           | +769; −728     |
| 11     | Daun              | Manderscheid      | 23         | 229               | 6½          | +555; −611     |
| 12     | Manderscheid      | Kloster Himmerod  | 18         | 247               | 5½          | +515; −582     |
| 13     | Kloster Himmerod  | Bruch             | 20,5       | 267               | 6           | +368; −471     |
| 14     | Bruch             | Kordel            | 29         | 296               | 8½          | +614; −664     |
| 15     | Kordel            | Trier             | 18         | 314               | 5           | +687; −689     |

Quelle: Homepage des Eifelsteigs

## Bildergalerie

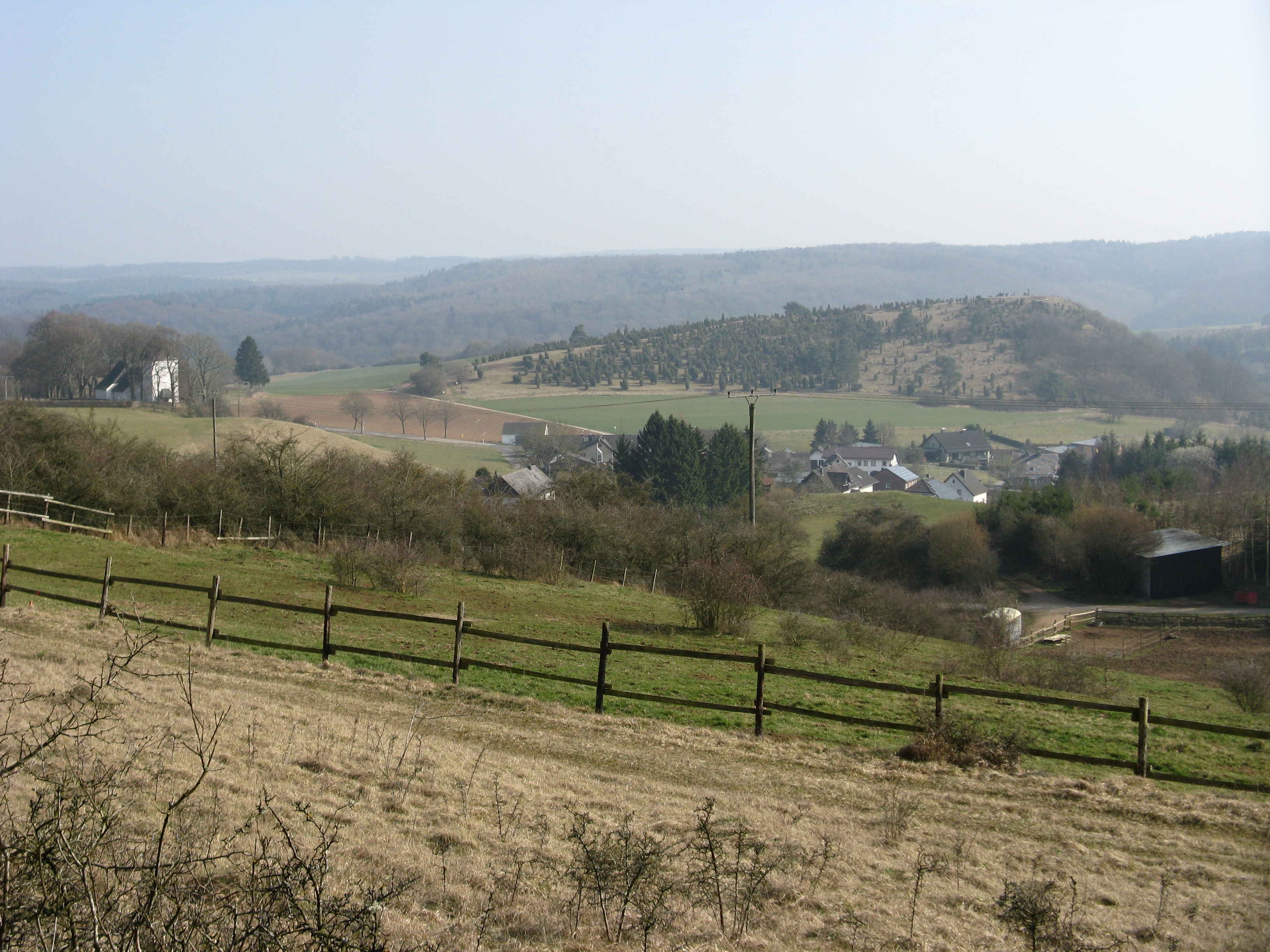
Der Kalvarienberg bei Alendorf wird vom Eifelsteig überwunden.
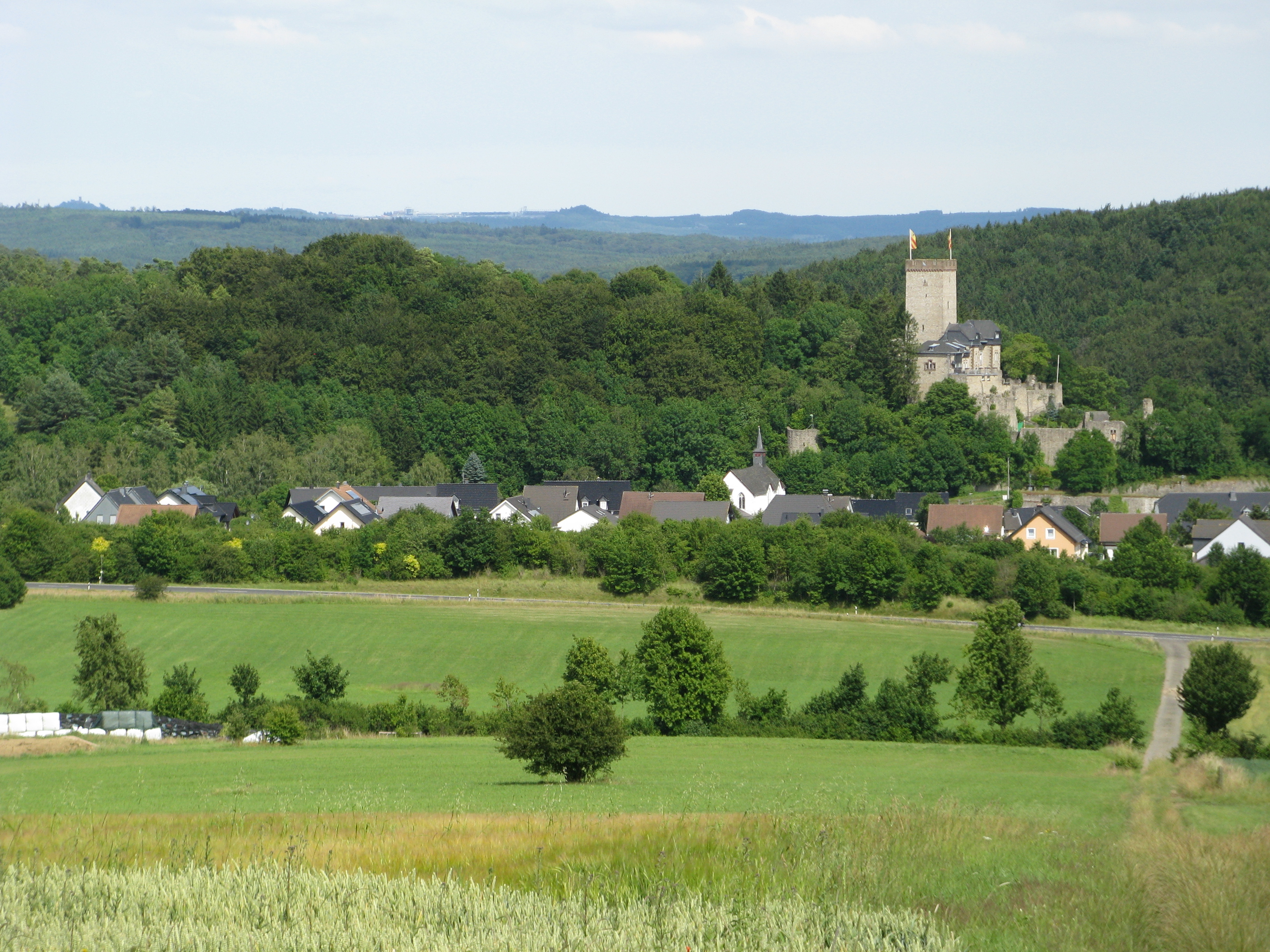
Burg Kerpen (Eifel), vorne rechts der Eifelsteig.
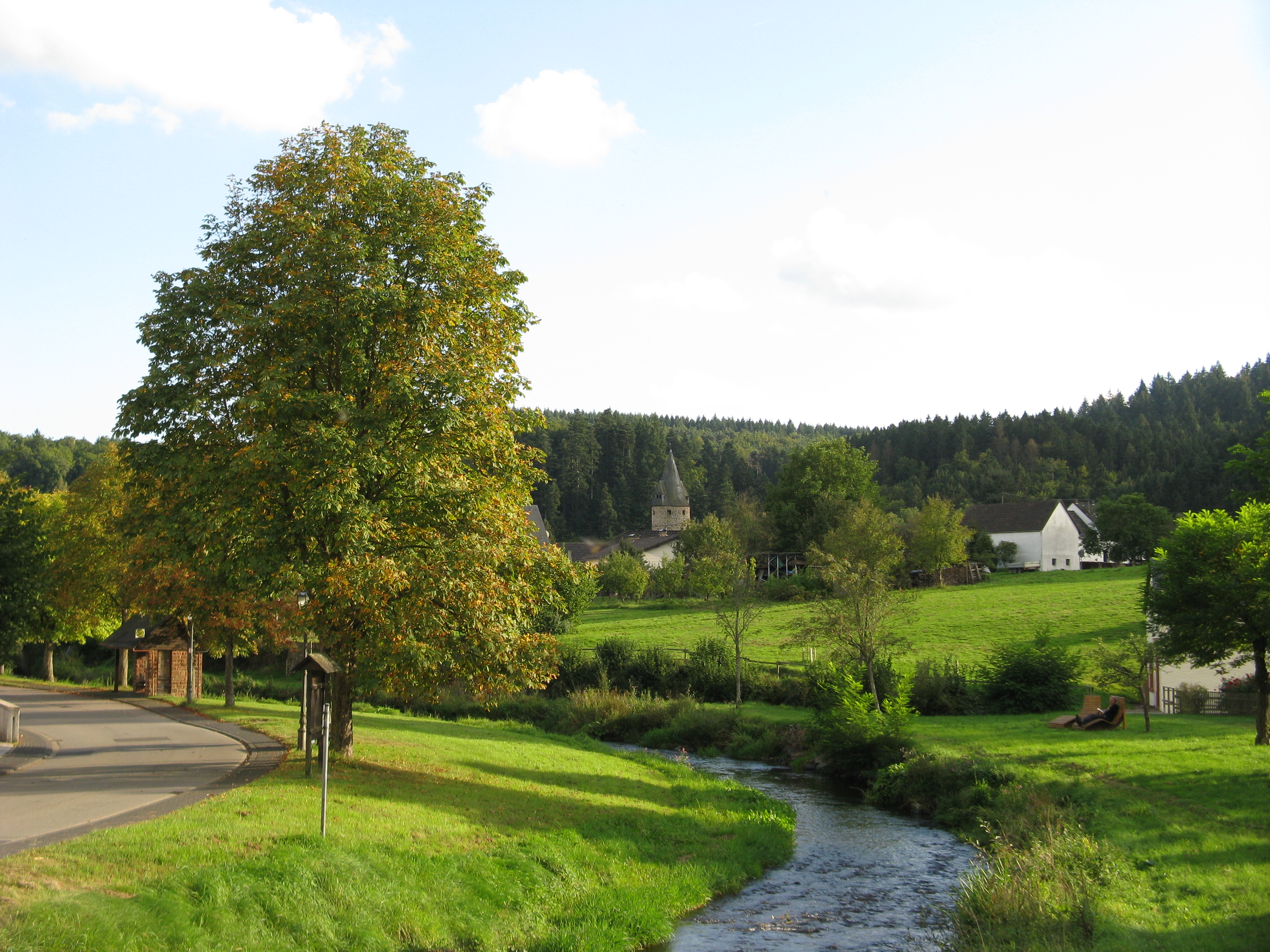
Etappenort Bruch, rechts der Eifelsteig mit Liegen für Wanderer.
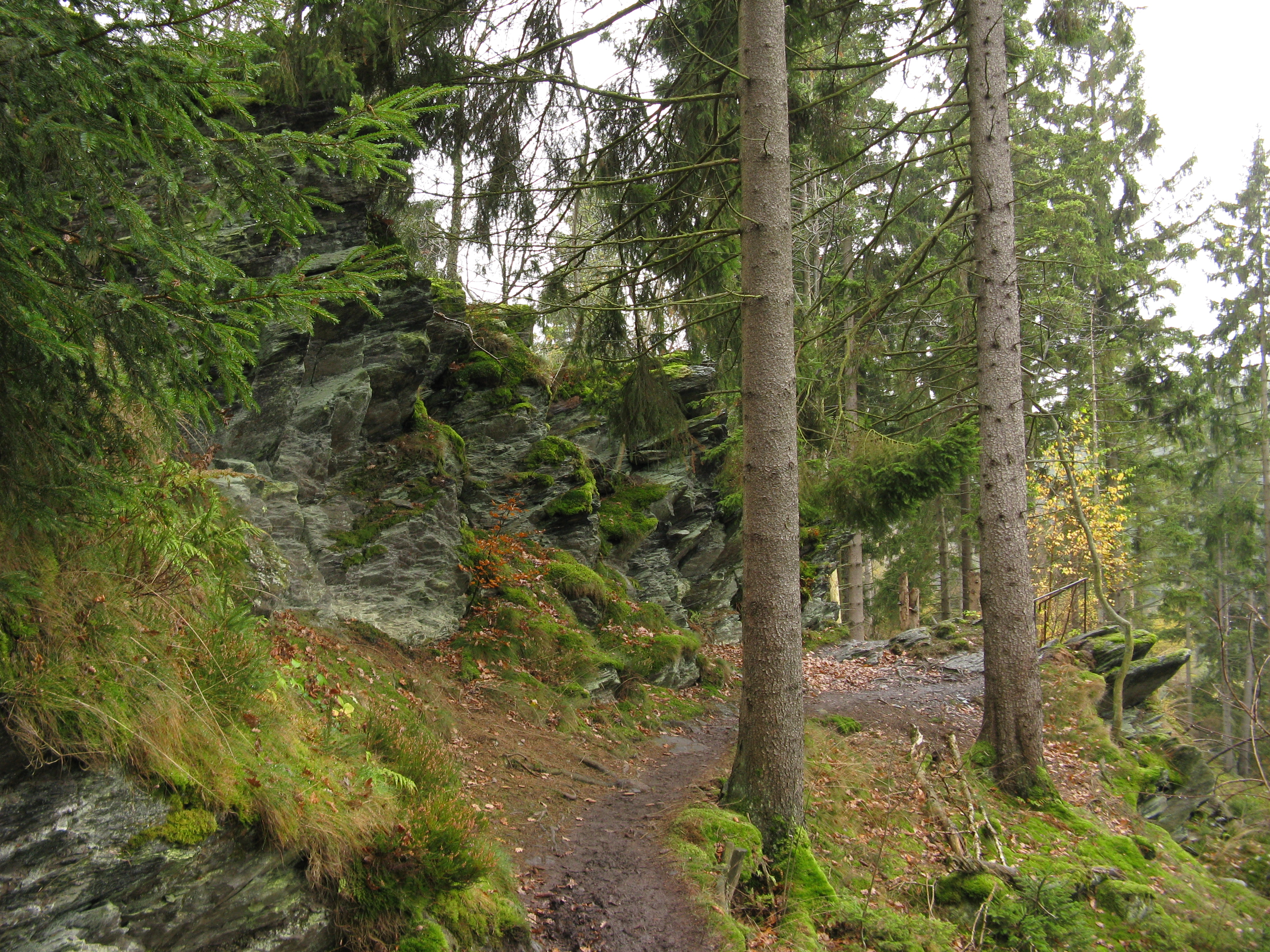
Der Eifelsteig bei Monschau.